# Sergio Samitier
Sergio Samitier Samitier (Barbastro, 31 augustus 1995) is een Spaans wielrenner die anno 2025 rijdt voor Cofidis.

## Carrière
In 2016 werd Samitier vierde in het nationale kampioenschap tijdrijden voor beloften. Een jaar later was enkel Jaime Castrillo sneller. Na deelname aan zowel het Europese kampioenschap als het wereldkampioenschap en meerdere overwinningen in het Spaanse amateurcircuit in 2017, werd Samitier in 2018 prof bij Euskadi Basque Country-Murias. In zijn tweede seizoen bij de ploeg won hij het bergklassement in de Ronde van de Alpen en nam hij deel aan de Ronde van Spanje. Daarna maakte hij de overstap naar Movistar. In zijn debuutseizoen bij de Spaanse World Tourploeg eindigde hij als dertiende in de Ronde van Italië.

## Overwinningen
2019
Bergklassement Ronde van de Alpen
2023
Bergklassement Ronde van de Alpen

## Resultaten in voornaamste wedstrijden
| Jaar | Ronde van Italië | Ronde van Frankrijk | Ronde van Spanje |
| ---- | ---------------- | ------------------- | ---------------- |
| 2018 |                  |                     |                  |
| 2019 |                  |                     | 112e             |
| 2020 | 13e              |                     |                  |
| 2021 |                  |                     |                  |
| 2022 | opgave           |                     |                  |
| 2023 |                  |                     |                  |
| 2024 |                  |                     |                  |
| 2025 | 52e              |                     |                  |

| Jaar | Milaan-San Remo | Clásica San Sebastián | Parijs-Tours |
| ---- | --------------- | --------------------- | ------------ |
| 2018 |                 |                       | opgave       |
| 2019 |                 |                       |              |
| 2020 |                 |                       |              |
| 2021 |                 | 64e                   |              |
| 2022 |                 |                       |              |
| 2023 |                 |                       |              |
| 2024 | 160e            | 61e                   |              |
| 2025 | 125e            | 59e                   |              |

## Ploegen
- 2018 –  Euskadi Basque Country-Murias
- 2019 –  Euskadi Basque Country-Murias
- 2020 –  Movistar Team
- 2021 –  Movistar Team
- 2022 –  Movistar Team
- 2023 –  Movistar Team
- 2024 –  Movistar Team
- 2025 –  Cofidis

Aberasturi · Aristi · Bagües · Barceló · Barrenetxea · Barthe · Bizkarra · Bravo · González · Irizar · Iturria · Loubet · Prades · Ó. Rodríguez · S. Rodríguez · Sáez · Samitier · Sanz · Txoperena · Udondo
Aristi · Bagües · Barceló · Barrenetxea · Barthe · Berrade · Bizkarra · Bravo · González · Intxausti · Irizar · Iturria · López-Cózar · Ó. Rodríguez · S. Rodríguez · Sáez · Samitier · Sanz · Udondo · Viejo
Alba · Arcas · Betancur (tot 31/08) · Carretero · Cataldo · Cullaigh · Elosegui · Erviti · Hollmann · Jacobs · Jorgenson · E. Mas · L. Mas · Mora · Norsgaard · Oliveira · Pedrero · Prades · Roelandts · Rojas · Rubio · Samitier · Sepúlveda · Soler · Torres · Valverde · Verona · Villella
Alba · Arcas · Carretero · Cataldo · Cullaigh · Elosegui · Erviti · García · González ·  Hollmann · Jacobs · Jorgenson · López (tot 1/10) · E. Mas · L. Mas · Mora · Mühlberger · Norsgaard · Oliveira · Pedrero · Rojas · Rubio · Samitier · Serrano · Soler · Torres · Valverde · Verona · Villella
Aranburu · Arcas · Barta · Elosegui · Erviti · García · González · Hollmann · Izagirre · Jacobs · Jorgenson · Kanter · Lazkano · E. Mas · L. Mas · Mühlberger · Norsgaard · Oliveira · Pedrero · Rangel Costa · Rodríguez · Rojas · Rubio · Samitier · Serrano · Sosa · Torres · Valverde · Verona
Aranburu · Arcas · Barta · Erviti · García · Gaviria · González · Guerreiro · Hollmann · Izagirre · Jacobs · Jorgenson · Kanter · Lazkano · E. Mas · L. Mas · Mühlberger · Norsgaard · Oliveira · Pedrero · Rangel Costa · Rodríguez · Rojas · Romeo · Rubio · Samitier · Serrano · Sosa · Torres · Verona
Aranburu · Arcas · Barrenetxea · Barta · Canal · Cavagna · Cimolai · Formolo · García · Gaviria · Guerreiro · Jacobs · Lazkano · Mas · Milesi · Moro · Mühlberger · Norsgaard · Oliveira · Pedrero · Quintana · Rangel Costa (tot 19/8) · Romeo · Romo · Rubio · Samitier · Serrano · Sosa · Torres
Allegaert · Aniołkowski · Aranburu · Buchmann · Carr · Coquard · De Gendt · Debeaumarché · Ferron · Finé · Fretin · Herrada · Izagirre · Izquierdo · Knight · Lastra · Maas · Mahoudo · Maisonobe · Moniquet · Oldani · Ourselin · Perez · Renard · Robeet · Samitier · Teuns · Thomas · Toumire · Touzé